# Séf bácsi
Jerome „Séf” McElroy (becenevén Séf bácsi) a South Park című amerikai animációs sorozat egyik visszatérő szereplője, hangját az eredeti változatban Isaac Hayes, míg a szinkronos epizódokban Harsányi Gábor kölcsönözte. Séf – ahogyan azt beceneve is mutatja – a South Park-i általános iskola étkezdéjében dolgozott, mint szakács. A sorozatban a többi felnőttnél bölcsebbnek és megfontoltabbnak ábrázolták, a főszereplő gyerekek (Stan Marsh, Kyle Broflovski, Eric Cartman és Kenny McCormick) leggyakrabban hozzá fordultak segítségért. Séf ilyenkor általában egy sikamlós témájú dal formájában adott (akarata ellenére) kevésbé hasznos tanácsokat.
A szereplő alakját Isaac Hayes, illetve egyéb népszerű, 1970-es évekbeli soul-énekesek ihlették. Séf a korai évadok után egyre kisebb szerepet töltött be az egyes epizódokban, míg a tizedik évad első részében a Séf bácsi visszatérben az alkotók véglegesen „megölték” a szereplőt. Erre azért került sor, mert a szcientológiát kigúnyoló Egy házba zárt közösség című epizód után Isaac Hayes – aki ezt a vallást gyakorolta – ellentmondásos körülmények között otthagyta a sorozatot.

## Megjelenése és élete
A sorozat animációs stílusával összhangban Séf alakját is egyszerű geometriai formákból alkották meg és számítógéppel mozgatják, noha a látványvilág megőrizte a South Park kezdeteire emlékeztető, papírból kivágott figurákra jellemző hatását. Séf túlsúlyos skót származású afroamerikai, aki legtöbbször kék nadrágot és piros pólót visel. Szakállas és hagyományos szakácssapkát hord, akkor is, amikor éppen nem dolgozik. Sokáig Séf bácsi volt az egyetlen visszatérő afroamerikai szereplő a sorozatban, mielőtt Token Black és családja a negyedik évadtól hangsúlyosabbá vált.
Szerepe szerint Séf feladta zenészi ambícióit, hogy saját éttermet nyisson South Parkban (Cartman mama piszkos múltja). Zenészként azonban számos hírességgel megismerkedett, köztük Elton Johnnal és Meat Loaffal, akiknek segített zenészi karrierjük elindításában (Séf-segély). 
Séf South Park azon kevés felnőttjei közé tartozott, akik veszélyhelyzetben is higgadtak és józan gondolkodásúak tudnak maradni, szembehelyezkedve a többség álláspontjával. Gyakran segített a főszereplő gyerekeknek a város vagy a világ megmentésében. Gyakran beleegyezett, hogy dal formájában adjon tanácsot a gyerekeknek (vagy valamilyen számukra ismeretlen szexuális kifejezésről világosítsa fel őket), de az eredeti témától függetlenül végül mindig a szexről kezdett el énekelni. Tanácsai általában nem sokat segítettek a főszereplőknek, de a South Park-i felnőttek közül ők mégis benne bíztak meg a legjobban és nagyon nehezen viselték, amikor barátságukat valamilyen külső körülmény fenyegette (A Szivola, Séf bácsi visszatér).
Séf az alkalmi szexuális kapcsolatairól is híres volt, melyeket dalaiban is megénekelt. Rövid időre sikerült megállapodnia egy nő mellett, de menyasszonyáról. Veronicáról hamar kiderült, hogy valójában egy démon (A Szivola). A szereplő szülei, Thomas és Nellie McElroy Skóciában, Edinburghben élnek. Jellemző tulajdonságuk, hogy állandóan a Loch Ness-i szörnnyel történő állítólagos találkozásaikról beszélnek (állításuk szerint a lény különféle módszerekkel „hámhúszat”, azaz három dollár húsz centet próbál tőlük kicsalni). Két epizódban töltenek be fontosabb szerepet, A Szivola és Az Univerzum legnagyobb kóklere című részekben. Séf temetésén azonban nem jelennek meg, a Séf bácsi visszatér című rész végén.

## Zene
Amellett, hogy a gyerekeknek dalban adott tanácsokat, Séf a cselekmény szempontjából fontos feladatot betöltő dolgokról is énekelt. Ezeket az eredeti dalokat Parker írta és Hayes adta elő, ugyanazzal az erotikus, R&B stílusra jellemző hangzásvilággal, mely az énekes zenei karrierjét is fémjelezte. Az epizódokban az egyes dalok szerzője Séf volt; a Séf-segély című rész cselekményének központi része, amikor Séf egyik dalát a szerző feltüntetése nélkül használja fel egy lemezkiadó cég. Miután Séf felemeli ez ellen a hangját és emiatt jogi lépéseket tesznek ellene, híres zenész barátai segélykoncertet rendeznek neki, Séf-segély néven. Az epizód egy zenei albumot is megihletett (Chef Aid: The South Park Album), melyen Séf első két évadban elhangzott dalai hallhatók.
A sorozat előrehaladtával és Séf alakjának háttérbe szorulásával a szakács spontán éneklései is háttérbe szorultak. Parker és Stone eredetileg úgy tervezte, hogy Séf minden egyes epizódban elénekel egy dalt, de több okból is elvetették az ötletet; egyrészt túl nagy kihívást jelentett számukra az új dalok megírása, másrészt attól is tartottak, hogy a túl sok dal hatására elveszne azok humora és unalmassá válnának (hasonlóan, mint Kenny McCormick folyamatos elhalálozásai).

## Isaac Hayes távozása

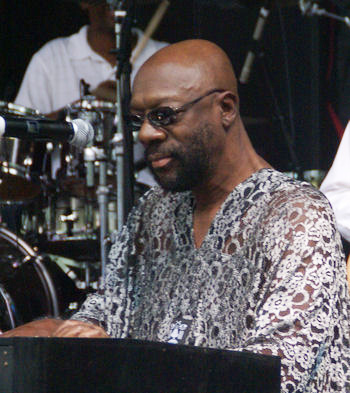
Isaac Hayes, Séf eredeti hangja

2006. január 4-én Hayes megvédte a sorozat és a készítők ellentmondásos humorát; megjegyezte, hogy nem tetszik neki a szcientológia sorozatbeli ábrázolása, de „megérti, amit Matt és Trey csinál”. 2006. március 13-án – majdnem két hónappal azután, hogy gutaütést kapott – bejelentették, hogy Hayes a South Park vallások felé mutatott hozzáállása miatt kilépett a sorozatból, azt állítva, hogy az átlépte a szatíra és az intolerancia közti határt. A hivatalos sajtóközlemény ellenére sokaknak kétségei maradtak távozásának indítékairól. Parker és Stone szerint Hayes a nagy botrányt kavart, szcientológiai egyházat ostorozó Egy házba zárt közösség című epizód miatt lépett ki, mivel az énekes maga is az egyház tagja volt. Matt Stone úgy kommentálta az eseményeket, hogy szerinte Hayes kettős mércét alkalmazott a saját és a sorozatban megjelenített egyéb vallások között: „Egy szavát sem hallottuk Isaac-nek, míg ki nem parodizáltuk a szcientológiát. A saját vallásával szemben más bánásmódot akart, és számomra ez az, ahol az intolerancia és a vakbuzgóság kezdődik”. A Fox News célzást tett arra, hogy mivel még a gutaütés utóhatásaitól szenvedett, Hayes kórházba került és nem volt olyan helyzetben, hogy észszerű döntést hozhasson a távozásáról. A Fox szerint Hayes szcientológus társainak nyomására távozott a sorozatból, nem önkéntesen; az eredeti sajtóközleményt pedig olyasvalaki tette közzé, akinek erre nem volt felhatalmazása.
2008. augusztus 10-én Hayes újabb gutaütést kapott és memphisi otthonában elhunyt.

## Séf halála
Kilenc nappal Hayes távozása után a tizedik évad első epizódja dolgozta fel az elmúlt napok eseményeit; az epizódban Séf bácsi hosszas távollét után visszatér South Park-ba, ám egy gátlástalan klub korábban agymosást hajtott végre rajta és így Séf pedofillá változott. A főszereplő gyerekek megpróbálnak segíteni barátjukon, de a rész végén Séf egy groteszk balesetben életét veszti. Temetésén Kyle Broflovski mond beszédet, aki szerint az eseményekért nem Séfet kell hibáztatni, hanem „azt a rohadt »moleszterálós« klubot, ami megrontotta”, ezzel burkoltan célozva a szcientológiai egyházra. A klub tagjai halála után feltámasztják Séfet és egy Darth Vader öltözékére emlékeztető ruhát adnak rá – „Darth Séf” ezidáig egy epizódban sem szerepelt.
Érdekesség, hogy az epizódban a szereplő eredeti hangját a készítők rendhagyó módon korábbi részek hanganyagaiból vágták össze.

## Fordítás
- Ez a szócikk részben vagy egészben  a   Chef (South Park) című angol Wikipédia-szócikk ezen változatának fordításán alapul.  Az eredeti cikk szerkesztőit annak laptörténete sorolja fel. Ez a jelzés csupán a megfogalmazás eredetét és a szerzői jogokat jelzi, nem szolgál a cikkben szereplő információk forrásmegjelöléseként.

## Külső hivatkozások
- Séf bácsi az Internet Movie Database-ben
- Séf bácsi Archiválva 2010. január 31-i dátummal a Wayback Machine-ben a South Park Studios hivatalos weboldalon
- Séf bácsi a South Park Archives nevű honlapon